# Pingyuan (Meizhou)
Pingyuan léase Ping-Yuán (en chino simplificado, 平远县; pinyin, Píngyuǎn xiàn)  es un condado bajo la administración directa de la ciudad-prefectura de Meizhou. Se ubica al este de la provincia de Cantón, en el sur de la República Popular China. Su área es de 1373 km² y su población total para 2018 superó los 200 mil habitantes.

## Administración
El condado de Pingyuan se divide en 12 pueblos que se administran en poblados.

## Clima
| Parámetros climáticos promedio de Pingyuan (1981−2010) | Parámetros climáticos promedio de Pingyuan (1981−2010) | Parámetros climáticos promedio de Pingyuan (1981−2010) | Parámetros climáticos promedio de Pingyuan (1981−2010) | Parámetros climáticos promedio de Pingyuan (1981−2010) | Parámetros climáticos promedio de Pingyuan (1981−2010) | Parámetros climáticos promedio de Pingyuan (1981−2010) | Parámetros climáticos promedio de Pingyuan (1981−2010) | Parámetros climáticos promedio de Pingyuan (1981−2010) | Parámetros climáticos promedio de Pingyuan (1981−2010) | Parámetros climáticos promedio de Pingyuan (1981−2010) | Parámetros climáticos promedio de Pingyuan (1981−2010) | Parámetros climáticos promedio de Pingyuan (1981−2010) | Parámetros climáticos promedio de Pingyuan (1981−2010) |
| Mes                                                    | Ene.                                                   | Feb.                                                   | Mar.                                                   | Abr.                                                   | May.                                                   | Jun.                                                   | Jul.                                                   | Ago.                                                   | Sep.                                                   | Oct.                                                   | Nov.                                                   | Dic.                                                   | Anual                                                  |
| ------------------------------------------------------ | ------------------------------------------------------ | ------------------------------------------------------ | ------------------------------------------------------ | ------------------------------------------------------ | ------------------------------------------------------ | ------------------------------------------------------ | ------------------------------------------------------ | ------------------------------------------------------ | ------------------------------------------------------ | ------------------------------------------------------ | ------------------------------------------------------ | ------------------------------------------------------ | ------------------------------------------------------ |
| Temp. máx. abs. (°C)                                   | 28.3                                                   | 29.9                                                   | 32.7                                                   | 34.8                                                   | 36.1                                                   | 37.6                                                   | 39.0                                                   | 38.7                                                   | 37.4                                                   | 35.8                                                   | 34.5                                                   | 29.8                                                   | '                                                      |
| Temp. máx. media (°C)                                  | 17.9                                                   | 18.8                                                   | 21.6                                                   | 26.2                                                   | 29.3                                                   | 31.6                                                   | 33.6                                                   | 33.0                                                   | 31.4                                                   | 28.6                                                   | 24.7                                                   | 19.7                                                   | 26.4                                                   |
| Temp. media (°C)                                       | 11.6                                                   | 13.3                                                   | 16.5                                                   | 21.5                                                   | 24.6                                                   | 26.8                                                   | 28.3                                                   | 27.7                                                   | 26.1                                                   | 22.6                                                   | 18.0                                                   | 13.2                                                   | 20.9                                                   |
| Temp. mín. media (°C)                                  | 7.3                                                    | 9.4                                                    | 12.8                                                   | 17.9                                                   | 21.0                                                   | 23.4                                                   | 24.2                                                   | 24.1                                                   | 22.1                                                   | 18.0                                                   | 13.1                                                   | 8.7                                                    | 16.8                                                   |
| Temp. mín. abs. (°C)                                   | -2.5                                                   | -0.2                                                   | -0.2                                                   | 7.5                                                    | 14.4                                                   | 17.0                                                   | 19.1                                                   | 20.6                                                   | 14.8                                                   | 7.1                                                    | 0.3                                                    | -3.8                                                   | '                                                      |
| Precipitación total (mm)                               | 48.0                                                   | 107.3                                                  | 158.4                                                  | 228.0                                                  | 236.4                                                  | 279.8                                                  | 179.8                                                  | 206.9                                                  | 131.0                                                  | 30.9                                                   | 40.5                                                   | 31.3                                                   | 1678.3                                                 |
| Humedad relativa (%)                                   | 73                                                     | 77                                                     | 80                                                     | 81                                                     | 81                                                     | 82                                                     | 78                                                     | 81                                                     | 77                                                     | 72                                                     | 71                                                     | 70                                                     | 76.9                                                   |
| Fuente: China Meteorological Data Service Center       |                                                        |                                                        |                                                        |                                                        |                                                        |                                                        |                                                        |                                                        |                                                        |                                                        |                                                        |                                                        |                                                        |